# Ананьино (Бековский район)
Ананьино (Ананьина, Ананьино Первое, Ананьино 1-е) — ныне не существующая деревня Бековского района Пензенской области, входившая в состав Пяшинского сельсовета. Упразднена 30 сентября 1969 года.

## История
Деревня основана между 1859 и 1911 годами. Располагалась в 17 километрах к северу от села Пяша, в 4 клилометрах к северу от села Красная Слобода.
Деревня входила в состав Пяшинской волости. На 1928 год — в составе Краснослободского сельсовета, затем, с 1939 года, в составе Пяшинского сельсовета. На 1955 год деревня входила в состав колхоза имени Ворошилова.
30 сентября 1969 года деревня упразднена в связи с выездом всех жителей.

## Население
| 1911 | 1926 | 1939 | 1959 | 1969 |
| ---- | ---- | ---- | ---- | ---- |
| 229  | 158  | 78   | 34   | 0    |